# Platylabus gigas
Platylabus gigas är en stekelart som beskrevs av Joseph Kriechbaumer 1886. Platylabus gigas ingår i släktet Platylabus och familjen brokparasitsteklar. Inga underarter finns listade i Catalogue of Life.